# 石神村 (福島県)
石神村（いしがみむら）は、昭和31年（1956年）まで福島県相馬郡の中部に存在していた村。
現在の南相馬市原町区の西部にあたる。

## 地理
- 山：国見山 (564m)
- 河川：太田川、新田川

## 沿革
- 明治22年（1889年）4月1日 - 町村制施行にともない、石神村・牛越村・大谷村・大木戸村・大原村・押釜村・信田沢村・高倉村・長野村・北長野村・馬場村・深野村・北新田村の計13か村が合併して行方郡石神村が発足。
- 明治29年（1896年）4月1日 - 行方郡と宇多郡が合併して相馬郡が発足。相馬郡石神村となる。
- 昭和31年（1956年）9月30日 - 原町市に編入される。

## 行政
- 歴代村長

| 代 | 氏名         | 就任                      | 退任                       | 備考 |
| -- | ------------ | ------------------------- | -------------------------- | ---- |
| 1  | 富田武重     | 明治22年（1889年）8月6日  | 明治31年（1893年）6月24日  |      |
| 2  | 小沢嘉寿     | 明治31年（1898年）6月25日 | 大正3年（1914年）6月24日   |      |
| 3  | 山田庄太郎   | 大正3年（1914年）6月26日  | 大正15年（1926年）1月22日  |      |
| 4  | 大和田長治郎 | 大正15年（1926年）2月17日 | 昭和12年（1937年）6月18日  |      |
| 5  | 太田秋之助   | 昭和12年（1937年）11月4日 | 昭和21年（1946年）3月10日  |      |
| 6  | 池田清孝     | 昭和21年（1946年）3月29日 | 昭和21年（1946年）11月24日 |      |
| 7  | 羽根田権     | 昭和22年（1947年）4月6日  | 昭和31年（1956年）9月29日  |      |

## 教育
- 石神村立石神第一小学校
- 石神村立石神第二小学校
- 石神村立石神中学校